# The Children (película)
The Children (Los niños en español) es una película de terror británica dirigida por Tom Shankland y protagonizada por Eva Birthistle y Hannah Tointon.

## Trama
Casey, una adolescente rebelde, viaja con su madre Elaine, su padrastro Jonah y sus dos hermanastros menores Miranda y Paulie para pasar el año nuevo en la casa de la hermana de Elaine, Chloe. Chloe, su esposo Robbie y sus dos hijos pequeños, Nicky y Leah, dan la bienvenida a sus visitantes. Poco después de llegar, Paulie empieza a vomitar y los adultos creen que se enfermó durante el viaje.
A medida que avanza la noche, Nicky y Leah también empiezan a mostrar síntomas de la enfermedad. El vómito de Leah tiene una bacteria extraña. Cuando todos van a dormir, el gato de la familia, Jinxie, desaparece. Casey, en el bosque, mientras hace un plan con su amiga Lisa para escapar y asistir a una fiesta, escucha el maullido de Jinxie, pero no lo puede encontrar. Al día siguiente, todos los niños se infectan. En la cena, Miranda empieza a ponerse agresiva arañando a Chloe y arruinando la comida. Mientras Jonah trata de confortar a Miranda, Robbie lleva a los niños a jugar en la nieve. Nicky pone un rastrillo en el camino de Robbie cuando este se está deslizando en un trineo, causando que su cabeza se rompa en el impacto. Los niños gritan, llamando la atención de Casey y los adultos. Elaine llama a una ambulancia, pero Robbie muere rápidamente a causa de sus heridas.
Paulie ataca a Jonah con un cuchillo y sale corriendo antes de atraer a Elaine a un marco de escalada y romperle la pierna. Casey la rescata y se refugian en el invernadero, el cual es atacado por los niños. Paulie intenta asesinarlas, pero Casey defiende a su madre y la convence de que hay algo malo con los niños. Chloe encuentra el cadáver de Robbie junto a juguetes mutilados dentro de la carpa de los niños, donde Leah intenta atacarla, pero es salvada por Casey. En pánico, Chloe acusa a Casey por lo que está sucediendo antes de huir a la casa mientras Casey regresa al invernadero y salva a Elaine, quien a su vez salva a Casey matando a Paulie. Jonah encuentra a Paulie muerto. Dentro de la casa, Chloe acusa a Casey y Elaine de volverse locas cuando Casey les dice que su madre tuvo que matar a Paulie para salvarla a ella. Jonah y Chloe las abandonan y van a buscar a Nicky y a Leah. Casey empieza a cerrar todas las puertas de la casa y Jonah y Chloe se separan en el bosque. Chloe es atacada por sus hijos, quienes la matan incrustándole un crayón en el ojo. Casey le dice a su madre que puede llamar a su amiga Lisa para pedirle ayuda. Al buscar el teléfono, Casey encuentra a Miranda con el cuerpo del gato muerto en la habitación y destruyendo el teléfono. Casey la ataca y Miranda engaña a Jonah diciendo que su hermanastra la atacó, y él encierra a Casey para escapar con Miranda en el auto. En la casa, Elaine es atacada por Leah y Nicky, pero es incapaz de lastimarlos, ya que son niños.
Casey rompe la puerta de la habitación y mata a Nicky, salvando a Elaine mientras Leah huye al bosque. Casey y Elaine dejan la casa y encuentran a Jonah muerto y el auto estrellado contra un árbol. Cuando Casey baja a investigar, Miranda se acerca a atacarla, pero Elaine la atropella matándola. Elaine nota que Casey vomita. Mientras conducen, varios niños infectados, incluyendo a Leah, aparecen en el bosque. Mientras Elaine entra en pánico, Casey comienza a mirar al espacio de manera extraña como los niños infectados, acabando la película y dejando a la audiencia pensando si Casey también se infectó.

## Reparto
- Eva Birthistle como Elaine
- Stephen Campbell Moore como Jonah
- Hannah Tointon como Casey
- Eva Sayer como Miranda
- William Howes como Paulie
- Rachel Shelley como Chloe
- Jeremy Sheffield como Robbie
- Rafiella Brookes como Leah
- Jake Hathaway como Nicky

## Recepción crítica
La película tuvo críticas generalmente positivas de críticos del Reino Unido. El escritor de The Guardian Phelim O'Neill dijo, «la violencia es suficientemente hábil para hacerte pensar que ves mucho más de lo que realmente haces y los aspectos fundamentalmente perturbadores y espeluznantes sobre este caos aleatorio e impredecible centrado en los niños siempre están presentes, sin importar cuán ridículamente intensas y oscuras son las cosas divertidas.» La revista Time Out le dio a la película cuatro de cinco estrellas y dijo: «Esta película destructora de tabúes recurre a miedos primarios sobre la desconocida capacidad de los niños, su nieve virgen manchada de sangre y terror insidioso que recuerda crueles cuentos de hadas y películas de niños demoníacos como La profecía.»
En los Estados Unidos, las críticas fueron igualmente positivas. Bloody Disgusting dijo «The Children lo tiene todo y garantiza que complacerá incluso al fanático del horror más difícil de satisfacer». IGN dijo sobre la película «The Children es una película de terror perfectamente montada que sabe exactamente cómo asustar a su audiencia.»
En febrero de 2011, el sitio web Rotten Tomatoes le dio 79% de aprobación, basado en un total de 14 críticas.

## Recaudación
La película se estrenó en el número diez del Reino Unido y recaudó solo £ 98.205 en 132 cines. En las semanas posteriores a su lanzamiento, la película bajó al puesto trece y luego nuevamente al puesto veintidós . 